# Urban Assault
Urban Assault é um jogo que combina Tiro em Primeira Pessoa e Estratégia em Tempo Real. Foi desenvolvido pela empresa alemã TerraTools e publicado pela Microsoft. Foi lançado em 31 de julho de 1998. 
Nele, o jogador cria e comanda grupos de tanques e aeronaves, além de poder tomar o controle diretamente sobre um veículo. Ao longo do jogo é possível adquirir evoluções e novos veículos. 
Uma versão para PlayStation iria ser lançada em 1999, mas cancelaram o lançamento do jogo.